# Ворожбянська сільська рада
Воро́жбянська сільська́ ра́да — колишній орган місцевого самоврядування в Лебединському районі Сумської області. Адміністративний центр — село Ворожба.

## Загальні відомості
- Населення ради: 2 405 осіб (станом на 2001 рік)

## Населені пункти
Сільській раді були підпорядковані населені пункти:
- с. Ворожба
- с. Басівщина
- с. Валки
- с. Даценківка
- с. Кердилівщина
- с. Лифине
- с. Лободівщина
- с. Патріотівка
- с. Пісківка
- с. Старонове
- с. Ступки
- с. Хилькове
- с. Червоне

Колишні населені пункти
- Петренкове — зникло в 1980-х роках.

## Склад ради
Рада складалася з 16 депутатів та голови.
- Голова ради: Кантор Юрій Леонідович
- Секретар ради: Нудьга Зінаїда Іванівна

### Керівний склад попередніх скликань
| Прізвище, ім'я, по батькові | Основні відомості                                                                                   | Дата обрання | Дата звільнення |
| --------------------------- | --------------------------------------------------------------------------------------------------- | ------------ | --------------- |
| Кантор Юрій Леонідович      | Сільський голова, 1960 року народження, освіта середня спеціальна, член Української Народної Партії | 26.03.2006   | 31.10.2010      |
| Кантор Юрій Леонідович      | Сільський голова, 1960 року народження, освіта середня спеціальна, безпартійний                     | 31.10.2010   |                 |

Примітка: таблиця складена за даними сайту Верховної Ради України